# Criminal Mentality
Albums de Mr. Criminal
Organized Crime
Criminal Mentality est le premier album studio de Mr. Criminal, sorti le 5 août 2001.

## Liste des titres
| No  | Titre                                          | Durée |
| --- | ---------------------------------------------- | ----- |
| 1.  | Intro                                          | 1:55  |
| 2.  | Criminal Life                                  | 4:24  |
| 3.  | Wino's Click                                   | 4:08  |
| 4.  | Keep Riding                                    | 4:02  |
| 5.  | For the Streets                                | 4:03  |
| 6.  | Maniac in Black                                | 4:22  |
| 7.  | Interlude                                      | 0:35  |
| 8.  | Staying Out of the Game                        | 3:44  |
| 9.  | On a Come Up                                   | 4:21  |
| 10. | Stay on the Streets                            | 4:07  |
| 11. | Gangster Groove (featuring Mr. Capone-E)       | 4:10  |
| 12. | You Know How We Do It (featuring Mr. Capone-E) | 4:21  |
| 13. | Outro                                          | 2:25  |